# Nuestra Señora de Schoenstatt
Virgen de Schoenstatt es una advocación mariana que tiene su origen en Schoenstatt (significa lugar hermoso) Alemania, y el padre José Kentenich, que se ha extendido su devoción en cerca de 200 santuarios a través de diversos países del mundo, a veces conocida como MTA (Madre tres veces admirable) pero cuyo nombre completo es “Madre y Reina Victoriosa Tres Veces Admirable de Schoenstatt”.

## Alianza de Amor
El sacerdote José Kentenich (1885-1968), fundó primeramente una congregación mariana inspirado en una secreta idea predilecta de convertir ese lugar en un sitio de peregrinación mariano y un lugar de gracia y posteriormente el Movimiento Apostólico de Schoenstatt denominado “Alianza de Amor”, y ese lugar se asumió como Santuario, que inició en la capilla situada en el jardín del seminario de los Padres Palotinos en el valle de Schoenstatt, el 18 de octubre de 1914.
En esos tiempos, la advocación mariana de la Virgen de Fátima, aún no surgía, ya que la aparición fue después, y el Padre Kentenich sintió el deseo que pedir a la Virgen María que se hiciera dueña de esa “casa”.
La alianza de amor cuenta con ciertas promesas y exigencias a los afiliados mismas que aparecen en el acta de fundación y son:
Las promesas
- Me estableceré en esta capillita.
- Distribuiré desde aquí abundantes dones y gracias.
- Atraeré hacia aquí los corazones jóvenes.
- Los educaré.
- Haré de ellos instrumentos aptos.
- En la medida que se abandonen en mis manos, emprenderé con ellos un Movimiento de Renovación

Las exigencias
- Pruébenme con hechos, que me aman realmente.
- Esta santificación es la que espero de ustedes.
- No sólo lo grande, sino precisamente lo más excelso ha de ser el objeto de nuestros esfuerzos intensificados.
- Fiel y fidelísimo cumplimiento del deber.
- Una intensa vida de oración.
- Tráiganme con frecuencia contribuciones al capital de gracias.

Algunos de los miembros de la Alianza, se enlistaron y murieron en la I y II Guerra Mundial, siendo ejemplo de su cristiandad como José Engling, (1898-1918) quien está en proceso de beatificación, Hans Wormer (1897-1917), Albert Eise (1896-1942) sacerdote muerto en Dachau, Max Bruner (1897-1917) Franz Reinisch (1903-1942), sacerdote palotino decapitado en Berlín quien compuso una célebre alabanza a María, un poco antes de morir que dice:
"Reina de todos los mundos, vence la tempestad,
mata al engendro del diablo, tú, vencedora real.
Hazme un apóstol de Schoenstatt, cual caballero

estaré y moriré sonriendo, querida MTA."

## El templo
El templo de la virgen de Schoenstatt, conocido como el “santuario” es la antigua capillita que estuvo dedicada a San Miguel Arcángel, con función de capilla del cementerio, y que anteriormente perteneció al seminario de los Padres Palotinos en Schoenstatt y que en el siglo XVI había sido sede de las monjas agustinas quienes la abandonaron posteriormente, y que fue dos veces saqueada y destruida, aunque desde 1319 ya hay menciones de su existencia. La construcción actual data desde 1812, aunque en julio de 1914 se restauró.
La pequeña capilla ha sido tomada como modelo, mismo que ha sido reproducida en otras partes de mundo.

## Indulgencia Plenaria
El 9 de julio de 1947, fue aprobada oficialmente por el papa Pio XII quien además concedió la indulgencia plenaria, a quienes visiten el santuario y cumplan con las normas de la iglesia para esos casos.

## La obra de Schoenstatt
En 1919 se funda la Liga Apostólica de Schoenstatt y en 1920, la Federación Apostólica de Schoenstatt, con la intención de expandir el carisma mariano. Así, en 1920 también se fundó la Federación de mujeres de Schoenstatt. A través de esa Congregación Mariana se introdujo en Schoenstatt el nombre de «Madre tres veces Admirable», al igual que en la Congregación Mariana de Ingolstadt (donde María era venerada bajo la advocación: («Mater ter admirabilis»), Madre tres veces Admirable, título promovido por el jesuita, el Padre Jacob Rem. Los primeros jóvenes congregantes de Schoenstatt adoptaban una oración, compuesta por el Padre Kentenich, que comenzaba así: «Madre tres veces admirable, enséñanos a combatir como luchadores tuyos…».
En 1926 se forma el primero de 6 institutos seculares de vida consagrada de las “Hermanas de María de Schoenstatt”, siendo enviadas algunas de ellas al extranjero a naciones del de África, del sur de América, Australia y Norteamérica, desde 1933. El padre Kentenich, empezó a ser conocido en diferentes foros católicos cuya propuesta pedagógica y espiritual renovaba a miles de laicos, sacerdotes y consagrados.
En 1930, con Hitler en el poder, se encontró con la devoción mariana como obstáculo para sus fines bélicos, por lo que en 1941 en plena II guerra Mundial, el Sacerdote Kentenich fue hecho prisionero y llevado a Dachau, un campo de exterminio de religiosos, donde 2,600 curas polacos murieron, pero él se salvó y salió de ahí hasta 1945 al final de la guerra. Dentro del campo escribió “Espiritualidad mariana”, fundó con sus hermanos sacerdotes el Instituto de los hermanos de María, el Instituto de las familias de Schoenstatt y la Internacional de Schoenstatt, formado por sus compañeros sacerdotes de diferentes nacionalidades. Aquí fue coronada como «Reina del campo de concentración».
Cuando salió del campo de concentración el 18 de octubre de 1946, proclamó a la Virgen María «Reina del mundo».
En julio de 1947, en Schoenstatt, Alemania, refugiados provenientes de los territorios de Alemania del este, sufriendo las consecuencias de la recién terminada II Guerra Mundial, y luchando por sobrevivir y levantarse, se reunían para hacer ejercicios espirituales relacionados con «Ser héroes, santos y apóstoles en la vida cotidiana a través de un fuerte amor en el sacrificio» Al concluir los mismos, se plantearon encontrásemos que el día 18 de cada mes se reunieran en el Santuario de Schoenstatt, a fin de renovarse espiritualmente.
De 1947 hasta 1952, se dedica a consolidar y ampliar la Obra de Schoenstatt, viajando a diversos países del mundo, asunto que a su vez lo hacían las Hermanas de María y excompañeros sacerdotes del campo de concentración.
La obra de Schoenstatt, fue revisada a fondo por las autoridades eclesiásticas del vaticano para lo cual se separó a Kentenich del mismo por 14 años para tal revisión, para lo cual, en 1965, el papa Pablo VI, lo restituyó a la obra de Schoenstatt. En julio de ése año funda el Instituto Secular de los Padres de Schoenstatt.

## La imagen
En abril de 1915, instalaron una copia de la imagen proporcionada por un profesor del colegio, de la imagen pintada por Luigi Crosio, nacido en 1835 en Turín, de “Nuestra Señora Refugio de los pecadores”, con ciertos detalles diferentes a las demás imágenes como que el Niño era más grande que la Madre y tenía un manto que cubría a ambos. La imagen no satisfacía el punto de vista estético, ya que decían que se requerían ciertos arreglos. Aun así, la imagen permaneció en la capilla y desde entonces ha permanecido en el santuario, y pasó a llamarse “Madre y Reina Victoriosa Tres Veces Admirable de Schoenstatt”. Cada 18 octubre, el Movimiento de Schoenstatt festeja a la Virgen.